# Peugenhammer
Der Peugenhammer ist ein ehemaliger Eisenhammer in der Oberpfälzer Stadt Pleystein im Landkreis Neustadt an der Waldnaab. Das Werk wurde vom Wasser des Zottbaches betrieben, von dem auch etliche andere Hammerwerke, Mühlen, Pochwerke und Glasschleifen profitierten. Erhalten ist das denkmalgeschützte Herrenhaus des Hammerwerkes; daneben liegt der Spannteich für das Hammerwerk, der in Fällen von Wasserknappheit die Wasserräder mit gespeichertem Wasser versorgen konnte.

## Geschichte
An diesem Ort wurde vom 15. bis zum 17. Jahrhundert ein eisenverarbeitendes Hammerwerk erwähnt. 1845 wurde in der Regensburger Zeitung die Hammergutsbesitzergattin „Mad. Haberstumpf“ erwähnt. Bekannt ist, dass der aus Peugenhammer stammende Hammermeister Johann Haberstumpf 1860 den Eisenhammer Schellhopfen gekauft und stillgelegt hat. 1866 gründeten dort Josef Pieler und Peter Bergler ein Schleifwerk. 1880 ging der Betrieb auf dem Verkaufsweg an Alois Kupfer von Frankenreuth über. Ab 1911 war die Bayerische Spiegelglas AG aus Fürth der Besitzer. Nachdem 1942 anstelle der Wasserräder eine Turbine eingebaut worden war, begann die Stromlieferung an die OBAG. 1943–1945 wurden im ehemaligen Schleifraum Lokomotivteile gelagert. 1948–1961 stellte die Firma Karla Drabsch dort Kleider, später auch Keramik und Möbel her. 1959 wurde ein Vertrag über den Umbau des Gebäudes zu einem Schullandheim abgeschlossen.
Peugenhammer (früher Peugenrieth) gehörte 1805 zum zweiten Viertel der Gemeinden des Pflegamtes Pleystein. Dort wurden der Hammer und ein weiteres Gebäude genannt. 1830 wurde die Gemeinde Peugenhammer nach Miesbrunn eingemeindet. Diese ist seit dem 1. Januar 1972 ein Gemeindeteil von Pleystein.

## Peugenhammer heute
Das historische Gebäude ist ein Walmdachbau mit Steintürgewände und späteren Anbauten. Heute ist es unter dem Namen Zottbachhaus geläufig; dies ist ein bekanntes Hotel, in dem vor allem Staatsminister August Lang in den 1980er Jahren viele Treffen mit seinen Parteikollegen und Führern aus der Wirtschaft abhielt. Heute wird das Wandergebiet entlang der Zott, des Tröbes- und des Loisbachs als Glasschleiferweg bezeichnet.